# Sácama
Sácama là một khu tự quản thuộc tỉnh Casanare, Colombia. Thủ phủ của khu tự quản Sácama đóng tại Sácama Khu tự quản Sácama có diện tích 291 ki lô mét vuông. Đến thời điểm ngày 28 tháng 5 năm 2005, khu tự quản Sácama có dân số 934 người.